# Gregorio Zanon
Gregorio Zanon, né à Genève en 1980, est un compositeur classique suisse.

## Biographie
Né en 1980 à Genève, Gregorio Zanon commence à étudier la composition en 1997 avec Jean Balissat puis Éric Gaudibert. En 2000, sa première commande fait l'objet d'un succès lors de la première d'Étoiles, au hall de concert du conservatoire de Genève. En 2001, en collaboration avec le Quatuor Terpsycordes (vainqueur au concours international d'exécution musicale de Genève 2000), sa composition du Quatuor à cordes n°1 est donnée en première au festival de Villevieille. Depuis lors, l'artiste est sponsorisé par Pro-Helvetia et, par voie de conséquence, se produit en tournées dans les capitales européennes comme Paris, Milan et Venise. En 2003, l'œuvre remporte le prix Fritz Bach de la Fondation Crescendo.
Les commandes suivantes incluent le Quatuor à cordes n°2, intitulé Légende à Quatre, joué d'abord au festival de musique contemporaine de Genève Archipel puis à Bucarest (juin 2006) et Bâle (2007). Les commandes ultérieures comprennent le Concerto grosso pour quintette à cordes et piano, interprété d'abord par l'orchestre à cordes London Strings, dirigé par Richard Llewellyn en avril 2005 ; Romanèche Rhapsody pour violoncelle solo et quintette à cordes écrit pour Mark Drobinsky, en première à Genève en mars 2006 et joué également en France et Tatarstan ; et enfin City Dreams 17 for jazz soprano and ensemble, commandé par Sounds Underground (Londres) avec une première interprétation en mai 2006. En janvier 2007, le label suisse Claves publie le premier disque de Gregorio Zanon, un album de musique de chambre interprété par le Quatuor Terpsycordes, Mark Drobinsky (violoncelle), Xavier Dami (pianiste de l'Opéra de Genève) et Jocelyne Rudasigwa (contrebasse). De 2001 à 2004, Gregorio Zanon étudie à la Royal Academy of Music avec Dominic Muldowney, obtenant un diplôme de composition. Son portfolio d'examen, incluant Allegro Esaltato, créé en janvier 2003 par l'orchestre à cordes London Strings, reçoit le prix Arthur Huttinson.
En 2019, il enregistre le disque Works for solo piano en collaboration avec le pianiste Cédric Pescia, chez Claves.

## Œuvre
Piano
- Sonate en si
- Jours de janvier
- Dans les bois éternels
- Trois études Goldberg
- Hyperion
- Recollected Pieces
- Anima : I. Toccata, II. Variation sur un choral automnal, III. Molto rubato.

Musique de chambre
- Concerto grosso pour quatuor à cordes et piano ou orchestre à cordes (2003) Dédié à Richard Llewellyn. Création, avril 2005, par The London Strings.
- Quatuor à cordes no 1 (2001-2006) Dédié au Quatuor Terpsychordes et créé par les dédicataires lors du festival de Villevieille.
- Quatuor à cordes no 2 « Légende à Quatre » (2005) Dédié également au Quatuor Terpsychordes et créé au festival de musique contemporaine de Genève.
- Romanèche Rhapsody, concerto pour violoncelle et quintette à cordes (2006) Dédié au violoncelliste Mark Drobinsky. Création Genève, mars 2006.

Orchestre
- Étoiles (2000)
- Allegro Esaltato, (2004) prix Arthur Huttinson

Vocale
- City Dreams 17, pour soprano et ensemble de jazz. Commande du Sounds Underground, et création, mai 2006